# T. Mayer (cráter)
T. Mayer, o Tobias Mayer, es un cráter de impacto lunar que se encuentra en el extremo occidental de la cordillera de los Montes Carpatus, en el borde sur del Mare Imbrium. Al oeste se halla el Oceanus Procellarum, y al sur aparece Mare Insularum. El cráter se encuentra a un par de cientos de kilómetros al noroeste del prominente cráter Copernicus.
Este cráter está incrustado dentro de una región de crestas rugosas que se unen al exterior de su borde, sobre todo en el este y el noreste. El brocal es generalmente circular, con T. Mayer A unido al exterior en el este-sureste. Dentro del interior posee un suelo nivelado, marcado tan solo por unos pequeños cráteres.
Al sur de T. Mayer se localiza un grupo de domos lunares. Algunos de ellos tienen diminutos cráteres en las cumbres. Estas cúpulas son el resultado de la actividad volcánica.
La denominación en honor de T. Mayer fue adjudicada al cráter por Johann Hieronymus Schröter en 1802.

## Cráteres satélite

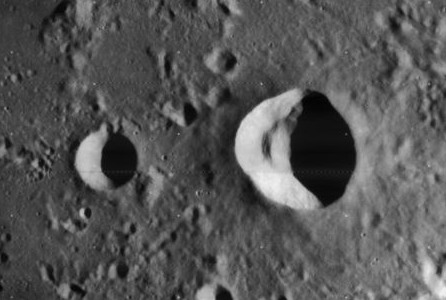
T. Mayer C (derecha) y D

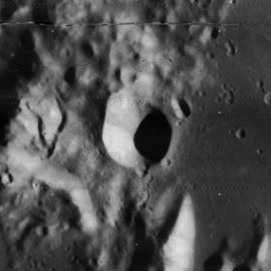
T. Mayer E

Por convención estos elementos son identificados en los mapas lunares poniendo la letra en el lado del punto medio del cráter que está más cercano a T. Mayer.
|          | \| T. Mayer \| Coordenadas \| Diámetro \| \| -------- \| ----------------------------- \| -------- \| \| A \| 15°18′N 28°18′O / 15.3, -28.3 \| 16 km \| \| B \| 15°24′N 30°54′O / 15.4, -30.9 \| 13 km \| \| C \| 12°12′N 26°00′O / 12.2, -26.0 \| 15 km \| \| D \| 12°12′N 26°48′O / 12.2, -26.8 \| 8 km \| \| E \| 16°06′N 26°12′O / 16.1, -26.2 \| 9 km \| \| F \| 12°54′N 28°54′O / 12.9, -28.9 \| 6 km \| \| G \| 17°18′N 27°06′O / 17.3, -27.1 \| 7 km \| \| H \| 11°42′N 25°30′O / 11.7, -25.5 \| 3 km \| \| K \| 18°06′N 27°36′O / 18.1, -27.6 \| 5 km \| \| L \| 13°12′N 24°42′O / 13.2, -24.7 \| 4 km \| \| M \| 14°54′N 25°36′O / 14.9, -25.6 \| 5 km \| \| N \| 13°30′N 25°36′O / 13.5, -25.6 \| 5 km \| \| P \| 14°00′N 29°30′O / 14.0, -29.5 \| 35 km \| \| R \| 11°36′N 26°24′O / 11.6, -26.4 \| 5 km \| \| S \| 11°42′N 28°18′O / 11.7, -28.3 \| 3 km \| \| W \| 17°30′N 34°54′O / 17.5, -34.9 \| 34 km \| \| Z \| 14°12′N 26°06′O / 14.2, -26.1 \| 4 km \| |          |
| T. Mayer | Coordenadas | Diámetro |
| A        | 15°18′N 28°18′O / 15.3, -28.3 | 16 km    |
| B        | 15°24′N 30°54′O / 15.4, -30.9 | 13 km    |
| C        | 12°12′N 26°00′O / 12.2, -26.0 | 15 km    |
| D        | 12°12′N 26°48′O / 12.2, -26.8 | 8 km     |
| E        | 16°06′N 26°12′O / 16.1, -26.2 | 9 km     |
| F        | 12°54′N 28°54′O / 12.9, -28.9 | 6 km     |
| G        | 17°18′N 27°06′O / 17.3, -27.1 | 7 km     |
| H        | 11°42′N 25°30′O / 11.7, -25.5 | 3 km     |
| K        | 18°06′N 27°36′O / 18.1, -27.6 | 5 km     |
| L        | 13°12′N 24°42′O / 13.2, -24.7 | 4 km     |
| M        | 14°54′N 25°36′O / 14.9, -25.6 | 5 km     |
| N        | 13°30′N 25°36′O / 13.5, -25.6 | 5 km     |
| P        | 14°00′N 29°30′O / 14.0, -29.5 | 35 km    |
| R        | 11°36′N 26°24′O / 11.6, -26.4 | 5 km     |
| S        | 11°42′N 28°18′O / 11.7, -28.3 | 3 km     |
| W        | 17°30′N 34°54′O / 17.5, -34.9 | 34 km    |
| Z        | 14°12′N 26°06′O / 14.2, -26.1 | 4 km     |